# バルド、偽りの記録と一握りの真実
『バルド、偽りの記録と一握りの真実』（スペイン語: Bardo, falsa crónica de unas cuantas verdades）は、アレハンドロ・G・イニャリトゥ監督・脚本・製作・作曲・編集による2022年のメキシコのエピック・ブラック・コメディ・ドラマ映画である。ダニエル・ヒメネス・カチョとグリセルダ・シチリアーニが出演するこの映画では、母国メキシコに戻ったジャーナリスト兼ドキュメンタリー作家が夢のようなビジョンを見て現実的な危機を感じるようになる姿が描かれる。イニャリトゥにとっては2000年の『アモーレス・ペロス』以来となる全編メキシコ撮影の映画である。
2022年9月1日に第79回ヴェネツィア国際映画祭のコンペティション部門でプレミア上映された後、2022年11月18日に劇場公開、12月16日にNetflixでストリーミング配信された。第95回アカデミー賞では撮影賞にノミネートされた。

## キャスト
- シルヴェリオ・ガマ - ダニエル・ヒメネス・カチョ（英語版）
  - 11歳のシルヴェリオ - ディエゴ・テージョ・デ・メネセス
- ルシア・ガマ - グリセルダ・シチリアーニ（英語版）
- カミラ・ガマ - ヒメナ・ラマドリッド（英語版）
- ロレンソ・ガマ - イケル・サンチェス・ソラーノ
- ジョーンズ - ジェイ・O・サンダース
- マーティン - アンドレス・アルメイダ
- ルイス - フランシスコ・ルビオ
- シルヴェリオの兄弟 - ルベン・サモーラ
- ルシェロ - マール・カラーラ（スペイン語版）
- タニア - ファビオラ・グアジャルド（英語版）
- アントニオ - ダニエル・ダムジ
- ホアン・エスキューティア - ホゼ・アントニオ・トレダノ
- 姪 - マリア・コバール
- プレゼンター - フェルナンダ・ボルヘス（スペイン語版）

## 製作

### 企画
2020年3月22日、アレハンドロ・G・イニャリトゥが新作映画の脚本・監督・製作を務め、メキシコで撮影し、ブラッドフォード・ヤングが撮影監督、パトリス・ヴァーメットがプロダクションデザイナーに就任すると報じられた。2021年3月9日、グリセルダ・シチリアーニがキャストに加わり、さらに7月にグランサム・コールマンが追加された。

### 撮影
主要撮影は2021年3月3日にメキシコシティで始まり、撮影監督にはダリウス・コンジ、プロダクションデザイナーにはエウヘニオ・カバイェーロが迎えられた。首都の他の場所とエストゥディオス・チュルブスコで5ヶ月間の撮影が計画された。
2021年3月4日、メキシコシティ歴史地区での撮影中に通行人が製作の警備員を殴ったとして逮捕された。2021年9月、製作完了が報じられた。

### ポストプロダクション
イニャリトゥはプレミア上映後も編集作業を続けた。2022年9月下旬の第70回サン・セバスティアン国際映画祭で上映されたバージョンはクレジット無しで152分であり、ヴェネツィアやテルライドで上映されたものよりも22分短くなっている。最終的な上映時間はクレジット込みで160分となった。

## 公開
ワールド・プレミアは2022年9月1日に第79回ヴェネツィア国際映画祭。2022年11月3日にAFIフェストでアメリカ・プレミアが行われた。2022年10月27日にメキシコで劇場公開、11月4日にアメリカ合衆国の劇場で限定公開、12月16日にNetflixで配信開始された。

## 評価

### 批評家の反応
レビュー収集サイトのRotten Tomatoesでは148件の批評に基づいて支持率は59%、平均点は6.4/10となり、「非常に個人的であると同時に、『バルド、偽りの記録と一握りの真実』は輝きと純粋な自己満足の間の境界線を不安定に歩いている」とまとめられた。Metacriticでは36件の批評に基づいて加重平均値は53/100と示された。

### 受賞とノミネート
| 賞                               | 授賞式         | 部門                             | 対象 | 結果       | 参照          |
| -------------------------------- | -------------- | -------------------------------- | --- | ---------- | ------------- |
| ヴェネツィア国際映画祭           | 2022年9月10日  | 金獅子賞                         | アレハンドロ・G・イニャリトゥ | ノミネート | [ 19 ]        |
| ヴェネツィア国際映画祭           | 2022年9月10日  | UNIMED賞                         | アレハンドロ・G・イニャリトゥ | 受賞       | [ 20 ]        |
| カメリマージュ                   | 2022年11月19日 | 銀蛙賞                           | ダリウス・コンジ | 受賞       | [ 21 ]        |
| カメリマージュ                   | 2022年11月19日 | FIPRESCI賞                       | 『バルド、偽りの記録と一握りの真実』 | 受賞       | [ 21 ]        |
| シカゴ映画批評家協会             | 2022年12月14日 | 外国語映画賞                     | 『バルド、偽りの記録と一握りの真実』 | ノミネート | [ 22 ]        |
| シカゴ映画批評家協会             | 2022年12月14日 | 撮影賞                           | ダリウス・コンジ | ノミネート | [ 22 ]        |
| 女性映画ジャーナリスト同盟       | 2023年1月5日   | 非英語作品賞                     | 『バルド、偽りの記録と一握りの真実』 | ノミネート | [ 23 ]        |
| ジョージア映画批評家協会         | 2023年1月13日  | 撮影賞                           | ダリウス・コンジ | ノミネート | [ 24 ]        |
| クリティクス・チョイス・アワード | 2023年1月15日  | 外国語映画賞                     | 『バルド、偽りの記録と一握りの真実』 | ノミネート | [ 25 ]        |
| AARP大人のための映画賞           | 2023年1月28日  | 外国語映画賞                     | 『バルド、偽りの記録と一握りの真実』 | ノミネート | [ 26 ]        |
| 国際シネフィル協会               | 2023年2月12日  | プロダクションデザイン賞         | エウヘニオ・カバイェーロ | 次点       | [ 27 ]        |
| 全米セットデコレーター協会賞     | 2023年2月14日  | 現代長編映画デコール/デザイン賞  | ダニエラ・ロハス・モン、エウヘニオ・カバイェーロ | ノミネート | [ 28 ]        |
| 美術監督組合賞                   | 2023年2月18日  | 現代映画プロダクションデザイン賞 | エウヘニオ・カバイェーロ | ノミネート | [ 29 ]        |
| ゴールデンリール賞               | 2023年2月26日  | 外国語映画音響編集賞             | マルティン・エルナンデス、ニコラス・ベッカー、ケン・ヤスモト、アレハンドロ・ケベド、ハイメ・セインツ、カロリーナ・サンタナ、アリツェル・ディアス、ダニエル・ダグラス、バレリア・ロペス・マンチェバ、レイニエ・ヒノホサ、オマー・ブランコ、オスカル・ビクトリア、ピエトゥ・コルホネン、ヘッキ・コッスィ、アラン・ロメロ | ノミネート | [ 30 ]        |
| サテライト賞                     | 2023年3月3日   | 国際映画賞                       | 『バルド、偽りの記録と一握りの真実』 | ノミネート | [ 31 ] [ 32 ] |
| 全米撮影監督協会                 | 2023年3月5日   | 劇場映画撮影賞                   | ダリウス・コンジ | ノミネート | [ 33 ]        |
| アカデミー賞                     | 2023年3月12日  | 撮影賞                           | ダリウス・コンジ | ノミネート | [ 34 ]        |